# Liz Torres

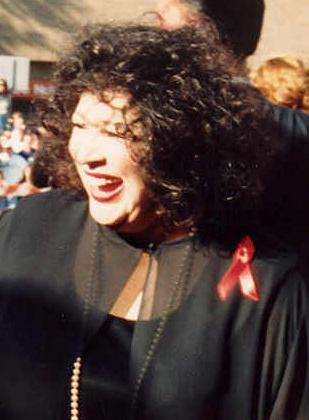
Liz Torres

Liz Torres (New York, 27 september 1947) is een Amerikaanse actrice, die onder andere bekend werd door haar rol als Miss Patty in de serie Gilmore Girls. In de jaren 70 speelde ze enige tijd de rol van Teresa Betancourt in All in the Family. 
Verder speelde ze in vele films en televisieseries. Ze is getrouwd geweest met producent Peter Locke.

## Filmografie
- Expecting Love (2008) - Juanita
- West of Brooklyn (2008) - Mom
- Gilmore Girls televisieserie - Miss Patty (79 afl., 2000-2007)
- Ugly Betty televisieserie - Evelyn (Afl., Brothers, 2007)
- The New Adventures of Old Christine televisieserie - Esperanza (Afl., Teach Your Children Well, 2006)
- Taylor (2005) - Teri Richards
- McBride: Anybody Here Murder Marty? (televisiefilm, 2005) - Eugenie
- Volare (2004) - Nonna Bon Giovanni
- ER televisieserie - Sarah Wilson (Afl., A Little Help from My Friends, 2003|A Saint in the City, 2003)
- American Family televisieserie - Rosa (6 afl., 2002)
- King Rikki (2002) - Moeder
- First Monday televisieserie - Janet Crowley (Afl., Pilot, 2002|The Price of Liberty, 2002|Crime and Punishment, 2002|Court Date, 2002)
- Twice Upon a Christmas (televisiefilm, 2001) - De tandenfee
- The Brothers García televisieserie - Tia Gaby (Afl., Cold Turkey, 2001)
- Joe Dirt (2001) - Vrouw op school voor schoonheidsspecialistes
- The Fighting Fitzgeralds televisieserie - Mrs. Ramirez (Afl., I'm Okay, You're Crazy, 2001)
- Gabriela (2001) - Julia
- Once Upon a Christmas (2000) - De tandenfee
- The Princess & the Barrio Boy (televisiefilm, 2000) - Minerva's moeder
- Luminarias (2000) - Rechter Sanchez
- Chicken Soup for the Soul televisieserie - Mama (Afl., Thinking of You; Mama's Soup Pot; the Letter, 2000)
- Safe Harbor televisieserie - Art's Advocaat (Afl., Life Insurance, 1999)
- Jesse televisieserie - Rosa Vazquez (Afl., The Parent Trap, 1999)
- Tracey Takes On... televisieserie - Liz (Afl., Books, 1999)
- Tracey Takes On... televisieserie - Phyllis (Afl., Scandal, 1999|Lies, 1999)
- Permanent Midnight (1998) - Dita
- Caroline in the City televisieserie - Elizabeth (Afl., Caroline and the Secret Bullfighter: Part 2, 1998)
- Storm Chasers: Revenge of the Twister (televisiefilm, 1998) - Wallace Houston
- The Odd Couple II (1998) - Maria
- The Nanny televisieserie - Consuela (Afl., Immaculate Conception, 1998)
- Ally McBeal televisieserie - Hanna Goldstein (Afl., Theme of Life, 1998)
- The Wonderful Ice Cream Suit (1998) - Ruby Escadrillo
- Over the Top televisieserie - Rose (Afl., The Nemesis, 1997)
- Over the Top televisieserie - Rosie (Afl., I'm Bonnie, I'm Clyde, 1997)
- Smart Guy televisieserie - Rol onbekend (Afl., Below the Rim, 1997)
- The John Larroquette Show televisieserie - Mahalia Sanchez (84 afl., 1993-1996)
- Moesha televisieserie - Angela (Afl., The Whistle Blower, 1996)
- Latino Laugh Festival (televisiefilm, 1996) - Rol onbekend
- Happily Ever After: Fairy Tales for Every Child Televisieserie - Stiefmoeder (Afl., Hanselito y Gretelita, 1995)
- Just Cause (1995) - Delores Rodriguez
- Attack of the 5 Ft. 2 Women (televisiefilm, 1994) - Lenora's moeder
- Greyhounds (televisiefilm, 1994) - Rol onbekend
- A Million to Juan (1994) - Mrs. Delgado
- Rescue Me (1993) - Carney
- Empty Nest televisieserie - Madame LePard (Afl., The All-American Boy - Not!, 1993)
- Down the Shore televisieserie - Hazel (Afl., Hazel's of Belmar, 1993)
- Body Shot (1993) - Rechter Fernandez
- Girl Talk (1993) - Rol onbekend
- Bloodfist IV: Die Trying (1992) - Lt. Garcia
- Murphy Brown televisieserie - Au-pair #6 (Afl., Midnight Plane to Paris, 1992)
- Tequila and Bonetti televisieserie - Gina Garcia (Afl., Tale of the Dragon, 1992|Brooklyn and the Beast, 1992)
- Quantum Leap televisieserie - Angelita Carmen Guadalupe Cecila Jiminez (Afl., It's a Wonderful Leap - May 10, 1958, 1992)
- Maid for Each Other (televisiefilm, 1992) - Lucy
- Lena's Holiday (1991) - Vrouw van taxichauffeur
- Gabriel's Fire televisieserie - Rechter Trevino (Afl., The Neighborhood, 1990|Belly of the Beast, 1991)
- Head of the Class televisieserie - Mrs. Torres (Afl., The Importance of Being Alex, 1990)
- Opposites Attract (televisiefilm, 1990) - Rol onbekend
- City televisieserie - Anna-Maria Batista (12 afl., 1990)
- Sweet 15 (televisiefilm, 1990) - Rol onbekend
- Thieves of Fortune (1990) - Big Rosa
- The Famous Teddy Z televisieserie - Angie (Afl., Teddy Goes to Malibu, 1989|Teddy Gets a House Guest, 1989)
- Mama's Family televisieserie - Madame Rita (Afl., Psychic Pheno-Mama, 1989)
- Alien Nation televisieserie - Dr. Tamayo (Afl., Fountain of Youth, 1989)
- CBS Summer Playhouse televisieserie - Miss Camez (Afl., B Men, 1989)
- Knots Landing televisieserie - Werknemer (Afl., Down Came the Rain and Washed the Spider Out: Part 1, 1989)
- Miracle at Beekman's Place (televisiefilm, 1988) - Isabella
- The Wonder Years televisieserie - Mrs. Gambino (Afl., Christmas, 1988)
- Hot to Trot (1988) - Bea
- Sunset (1988) - Rosa
- Addicted to His Love (televisiefilm, 1988) - Bernice
- Days of Our Lives televisieserie - Gail (Afl. onbekend, 1987)
- Poker Alice (televisiefilm, 1987) - Big Erma
- Sledge Hammer! televisieserie - Huishoudster (Afl., Brother, Can You Spare a Crime?, 1987)
- L.A. Law televisieserie - Rechter Linda Ruiz-Quinones (Afl., December Bribe, 1987)
- Kate's Secret (televisiefilm, 1986) - Laura
- America (1986) - Dolores Frantico
- Hunter televisieserie - Maria Fuentes (Afl., Overnight Sensation, 1986)
- You Again? televisieserie - Susie (Afl., Enid Quits, 1986)
- Ordinary Heroes (1986) - Rol onbekend
- Hell Town (televisiefilm, 1985) - Miss Morales
- Hill Street Blues televisieserie - Suprette-eigenaar (Afl., Mayo, Hold the Pickle, 1984|Blues for Mr. Green, 1984)
- Blue Thunder televisieserie - Rol onbekend (Afl., The Long Flight, 1984)
- Her Life as a Man (televisiefilm, 1984) - Susie
- Gimme a Break! televisieserie - Verpleegster #2 (Afl., Rodeo, 1984)
- Gimme a Break! televisieserie - Secretaresse (Afl., The Return of the Doo-Wop Girls, 1983)
- The New Odd Couple televisieserie - Maria (Afl., The New Car, 1982|The Odd Triangle, 1983)
- Checking In televisieserie - Elena Beltran (1981)
- The Jeffersons televisieserie - Elena Beltran (Afl., Florence's New Job: Part 1 & 2, 1981)
- More Wild Wild West (televisiefilm, 1980) - Juanita
- Willow B: Women in Prison (televisiefilm, 1980) - Trini Santos
- Murder Can Hurt You (televisiefilm, 1980) - Mrs. Palumbo
- Scavenger Hunt (1979) - Lady Zero
- Starsky & Hutch televisieserie - Anita (Afl., The Game, 1978|Huggy Can't Go Home, 1979)
- All in the Family televisieserie - Teresa Betancourt (7 afl., 1976-1977)
- Pinocchio (televisiefilm, 1976) - Cat
- Phyllis televisieserie - Julie Erskine #2 (20 afl., 1975-1976)
- Ben Vereen...Comin' at Ya televisieserie - Regelmatige optredens (1975)
- Love, American Style televisieserie - Rol onbekend (Afl., Love and the Cryptic Gift, 1973)
- The Melba Moore-Clifton Davis Show televisieserie - Regelmatige optredens (1972)
- You've Got to Walk It Like You Talk It or You'll Lose That Beat (1971) - Zangeres in mannentoilet
- Utterly Without Redeeming Social Value (1969) - Hoer in park